# ZSU-23-4MP Biała
Der ZSU-23-4MP Biała ist ein polnischer Flugabwehrpanzer, der auf dem sowjetischen ZSU-23-4 Shiłka von 1965 basiert.

## Entwicklung
Das Projekt wurde im Jahr 2000 in Zusammenarbeit mit 4 regionalen technischen Werkstätten in Żurawica unter der Verwendung von anderen Systemen und Geräten inländischer Firmen entwickelt.

## Produktion
Die Dokumentation für die Massenproduktion wurde durch Beschluss Nr. 165/TWL/05 vom 1. Juli 2005 genehmigt und auf Anordnung des Generalstabschefs der polnischen Armee im Dezember 2005 in die Ausrüstung der polnischen Streitkräfte eingeführt.

## Technik
Der ZSU-23-4MP Biała dient als Flugabwehrpanzer und hat die Aufgabe, gegnerische Flugobjekte zu bekämpfen. Dies erfolgt durch das optoelektronische Feuerleitsystem (SKO) mit automatischer Zielverfolgung bei Tag und Nacht. Im Gegensatz zum sowjetischen ZSU-23-4 wurde ein digitales Zielsystem und ein zusätzliches Boden-Luft-Raketensystem mit Lenkraketen vom Typ Grom verbaut. Die Funkverbindung wird mithilfe des Standardfunksender R-123 sichergestellt. Die interne Verbindung wird mit dem R-124 sichergestellt. Weiterhin hat das Fahrzeug eine Navigationsausrüstung vom Typ TNA-2, eine ABC-Schutzausrüstung, ein Feuerlöschgerät und ein Belüftungssystem. Im ZSU-23-4MP Biała befindet sich Platz für drei Besatzungsmitglieder. Zusätzlich zu den Beobachtungsperiskopen, Möglichkeiten zur Nachtbeobachtung eingebaut. Der Fahrer hatte für die Nachkampffähigkeit ein Beobachtungsperiskop vom Typ TWNO-2 mit einer Sichtweite von 60–100 m. Der Kommandant hingegen konnte mit dem Nachtsichtgerät TKN-1T zwischen 200 und 250 m weit sehen. Damit diese Nachtsichtgerät auch funktionierten, besaß das Fahrzeug einen PG-125-Infrarotreflektor, welcher das Vorfeld mit infraroten Licht ausleuchtet.
Der geschweißte Rumpf basiert auf dem des PT-76 Panzers oder der ASU-85 Selbstfahrlafette der Luftlandetruppen. Das Fahrzeug ist in drei Bereiche unterteilt: den Fahrerraum im vorderen Teil, den Kampfraum in der Mitte und den Motorraum im hinteren Bereich. Im Motorraum befindet sich ein flüssigkeitsgekühlter Sechszylinderdieselmotor mit einer Leistung von 280 PS (206 kW) bei 2000/min. Das Getriebe hat fünf Vorwärtsgänge und einen Rückwärtsgang. Die Leistung wird über ein hinteres Antriebsrad auf jede Seite auf die Straße übertragen, während die vorderen Leiträder die Kette führen, die über sechs Laufrollen verläuft.

## Modernisierung
Auf Ersuchen der Abteilung für die Versorgung der Streitkräfte des Ministeriums für Nationale Verteidigung wurde die Modernisierung dem Forschungs- und Entwicklungszentrum für mechanische Ausrüstung in Tarnów anvertraut. Der Vertrag sah die Modernisierung von drei Szyłka im Jahr 2010, vier im Jahr 2011 und zwei im Jahr 2012 vor. Diese Modernisierung umfasste:
- Einsatz eines digitalen, optoelektronischen Feuerleitsystems mit automatischer Zielverfolgung bei Tag und Nacht
- Ausstattung des Sets mit GROM-Raketen, die die derzeitige Reichweite zur Bekämpfung von Luftzielen verdoppeln
- Kopplung mit ZSD Łowcza-3
- Ermöglichung des Einsatzes der neuesten Arten von Artilleriemunition des Unterkalibers, wodurch die Reichweite des Kampfes gegen Luft- und Bodenziele erhöht werden kann
- Beseitigung von Radar, aktive Mittel zur optischen Beobachtung des Kommandanten und Fahrers, deutliche Reduzierung der Emission von Wärmestrahlung, die das Gefecht auf dem Schlachtfeld entlarvt
- Erhöhung der optischen Beobachtungsreichweite bei eingeschränkten Sichtverhältnissen durch den Einsatz passiver Wärmebildspuren der neuesten Generation in den Instrumenten des Kommandanten und des Fahrers und den Einbau eines solchen Systems in das optische Visier des Waffenführers
- Reduzierung der Besatzung von 4 auf 3
- Verbesserung der Traktionseigenschaften und Vergrößerung der Reichweite des Sets
- allgemeine Erneuerung der Bausatzbaugruppen

## Einsatz in der polnischen Armee
In der polnischen Armee wurden etwa 70 Selbstfahrlafetten vom Typ ZSU-23-4MP Biała als günstigere Variante zum Flugabwehrartilleriesystem Loara eingeführt. Der Prototyp wurde bei der 10. Panzerkavalleriebrigade in Dienst gestellt.